# Christian's Coalition
Christian's Coalition (también conocido como  Team Cage) era un lucha libre profesional stable Tweener  en Total Nonstop Action Wrestling (TNA) liderado por  Christian/Christian Cage. Poco después de la disolución del stable, el nombre de  Cage del equipo  se usó en TNA  Lockdown para Team Christian.
El nombre de  Christian Coalition  fue reciclado de Christian y  Tomko en  World Wrestling Entertainment (WWE), donde se referían a la base de seguidores de Christian como Christian Coalition.

## Historia

### Formación
Repetición de que el rol compartido entre los dos comenzó en 2004-2005 en WWE, Christian Cage trajo originalmente a  Tomko a TNA como personal Enforcer  a fines del 2006 para ayudarlo a recuperar el Campeón Mundial Peso Pesado de NWA. Resultó una jugada inteligente de su parte cuando Tomko lo ayudó a derrotar al actual campeón  Abyss y  Sting en un triple threat elimination match en el evento de enero de 2007  Final Resolution pay-per-view.
Durante el mismo evento, Kurt Angle se convirtió en el contendiente número uno al título Campeonato Mundial Peso Pesado de NWA y se mudó a un  feudo con Cage. Para prepararse para su partido con Angle, Cage trajo Scott Steiner como un "entrenador", citando una intensa aversión que Steiner tenía por Angle en ese momento (que Steiner luego explicó como todas las negociaciones contractuales que involucraban haber sido puestas en indefinido esperar que Angle venga a TNA). Esto también resultó ser una buena estrategia cuando la "Christian Coalition", como los tres hombres se referían a sí mismos, ayudó a Cage a retener su título en el Against All Odds.
Aunque los tres hombres estaban trabajando juntos en nombre de Cage, desde el principio hubo disensión evidente. Tomko solía comentar sobre su desconfianza y aversión hacia Steiner, y después de ganar un partido contra el nuevo contendiente número uno Samoa Joe en un episodio de impact, Tomko comenzó a exigir una oportunidad por el título de Cage. Más tarde tomó un (kayfabe) viaje repentino a Japón (que tenía en realidad configurado con bastante antelación, para competir por el Campeonato en Parejas de IWGP junto con  Giant Bernard) que coincidió con  Destination X pay-per-view. Durante el evento, Steiner también abandonó Cage antes de su combate principal del evento, lo que lo obligó a buscar un sustituto enforcer para el evento. Él no tendría éxito en esa aventura, y aun así lograría derrotar a Samoa Joe para retener su título Campeonato Mundial Peso Pesado de NWA.

### Team Cage (2007)
Inmediatamente después del Destination X, Cage y Kurt Angle fueron informados por el TNA management director, Jim Cornette, de que five-man teams para competir en un combate de jaula Lethal Lockdown en el próximo PPV  Lockdown. En las próximas semanas, la Coalición volvió a unirse como parte de una unidad más grande bajo el nombre Team Cage (que también incluía Abyss y A.J. Styles), mientras que Team Angle pasó a incluir a Angle, Joe, Sting (a counter Abyss), Rhino (para contrarrestar Styles) y Jeff Jarrett. En la lucha en sí, Team Angle ganó cuando Jarrett golpeó a Abyss con una guitarra cargada con tachuelas y dejó que Sting hiciera el pin para convertirse en contendor número uno del título de Cage.
El siguiente  Impact! , Después de que Cage y Abyss no pudieron tomar el Campeonato Mundial en Parejas de NWA de  Team 3D, Abyss fue expulsado del equipo con una paliza que involucró sillas de acero y un bate de béisbol con alambre de púas. Poco después, Tomko y Steiner comenzaron a perseguir el Campeonato Mundial en Parejas de NWA que culminó en un match de 3 Way Tag Team en TNA Sacrifice con  The Latin American Exchange (LAX) que perdieron. Poco después, Tomko y Steiner tuvieron problemas de comunicación que causaron que Rick Steiner ayudara a su hermano a atacar a Tomko. Reclamando problemas de confianza antes del evento, Scott Steiner recurrió a The Steiner Brothers y dejó Team Cage, después de lo cual comenzaron a ser referidos una vez más como "Christian's Coalition". El 31 de mayo de 2007 A.J. Styles derrotó a  Tomko en una lucha de clasificación del Rey de la Montaña gracias a una distracción de Christian Cage.

### The Coalition con  A.J. Styles & Tomko

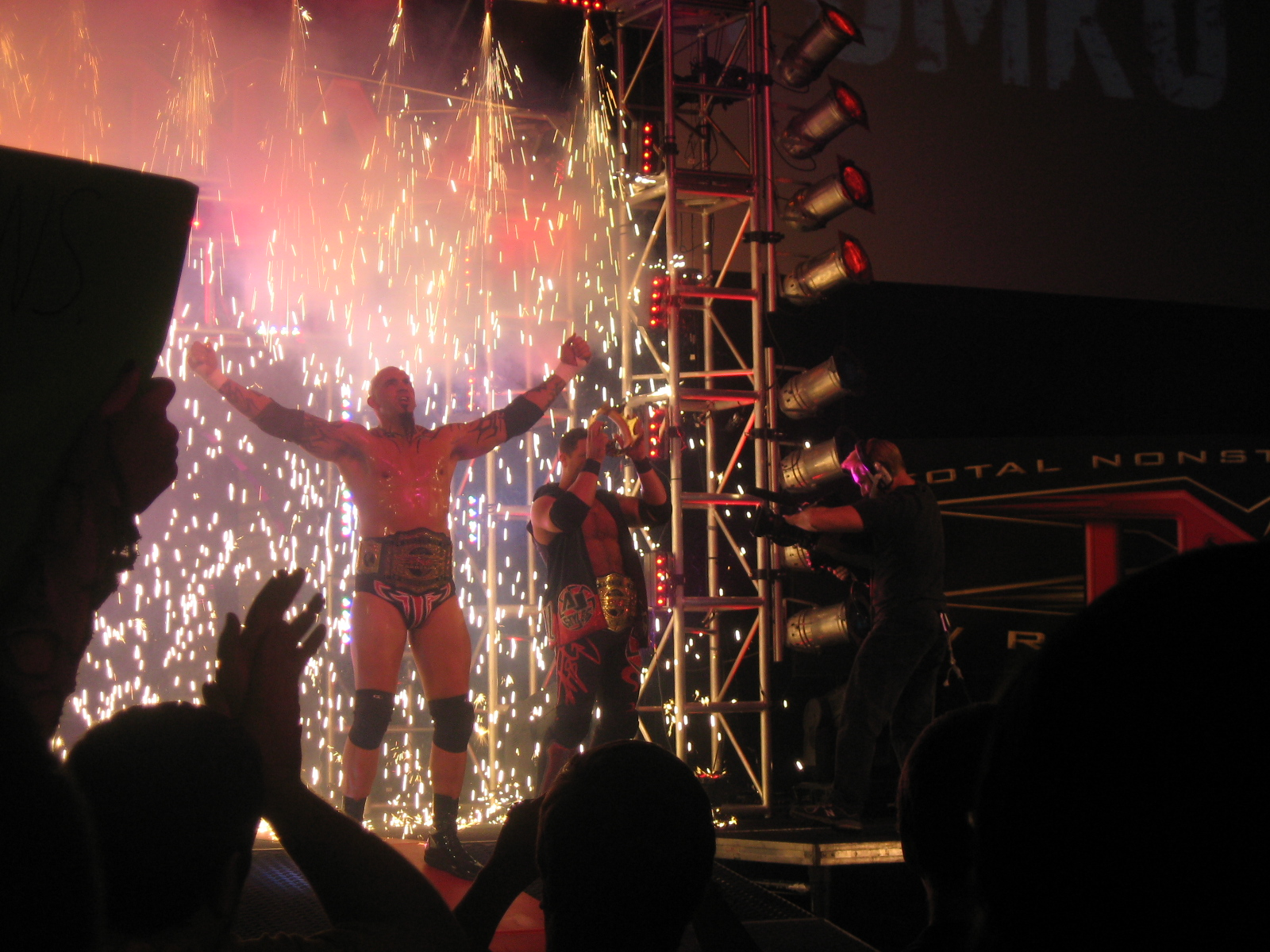
Tomko & A.J. Styles como Campeones en Parejas Mundial de TNA

El 14 de junio, el oponente que calificaba para Cage era Abyss, quien había tendido a Tomko y le había impedido salir para una lucha anterior en el que Styles estaría en el lado opuesto. Con Styles y la ayuda de Tomko, Cage ganó por descalificación después de que Abyss lo golpeara con una silla de acero y lograra escapar del monstruo. En Slammiversary, Tomko perdió contra Abyss en un combate sin DQ después de tomar un Black Hole Slam a través de cristales rotos, y ambos Styles y Christian perdieron la lucha  King of the Mountain. Christian luego entraría en una pelea con Chris Harris, mientras la Coalición continuaba peleando con Sting y Abyss. En  Victory Road, Cage derrotó a Harris, pero Styles y Tomko perdieron contra Sting y Abyss.
 Robert Roode tuvo una lucha con Christian's Coalition en el último Impact! antes de Victory Road, y fue visto tratando de ayudarlos en el primer Impacto después. El 26 de julio, Mike Tenay citó a Roode como miembro de Christian's Coalition. Actuando de esa manera para ayudarlos a diseñar Sting and Abyss, Roode parecía estar compitiendo con A.J. Styles para el estado de la mano derecha de Christian. Sin embargo, apareció aparte del grupo en todas las semanas inmediatamente posteriores, sin mencionar a Roode y al mánager  Ms. Brooks estando en la Coalición. Esto sugiere que eran más aliados que miembros de la Coalición.
Además, Sting y Abyss se aseguraron un contrato para un combate Abyss vs. Christian en  Hard Justice con la ayuda del debut de TNA de "The Punisher" Andrew Martin para contrarrestar el papel de Tomko en la Coalición como ejecutor. En el  Impact!  Antes de Hard Justice, Jim Cornette anunció que la Coalición Cristiana enfrentaría a Abyss, Sting y Andrew Martin en un combate de la Cámara de sangre del Día del Juicio Final en Hard Justice en el cual el luchador que anota el pinfall para su equipo en la lucha recibiría la siguiente oportunidad por el título en el Campeón Mundial Peso Pesado de TNA. Este era un alambre de púas de seis lados de una caja de acero que solo podía ganarse al inmovilizar a un oponente después de que se hubiera abierto. En Hard Justice, Christian's Coalition fue derrotado, ya que Abyss cubrió a A.J. Styles para la victoria Después de esto, Christian y su Coalición iniciarían una disputa con Samoa Joe sobre quién es el "verdadero Campeón Mundial de los pesos pesados", ya que ambos han sido expulsados del título en beneficio de Angle en las últimas semanas. En el episodio del 6 de septiembre de  Impact! , La alianza olvidada con Robert Roode terminó de manera decisiva, cuando él y Tomko tuvieron una confrontación acalorada por su tratamiento de la Sra. Brooks. En  No Surrender, Styles y Tomko ganarían el 10 Team  Gauntlet Match para convertirse en los contendientes número uno para el TNA World Tag Team Championship en  Bound for Glory contra el equipo de Adam "Pacman" Jones y  Ron "the Truth" Killings. Cage derrotaría a Joe por descalificación en el mismo evento. Bound for Glory fue agridulce para la Coalición, ya que A.J. Styles & Tomko derrotaron a Killings y  Rasheed Lucius "Consequences" Creed (sustituyendo a Jones, que en su lugar administraría Team Pacman esa noche) para los TNA Tag Team Titles, pero Samoa Joe (con Matt Morgan como el agente especial) vencería a Cage por sumisión con Coquina Clutch, poniendo fin a la racha de 23 meses de Christian TNA de no haber sido inmovilizado u obligado a enviar desde que llegó TNA.

### Dividir y disputar con Angle Alliance

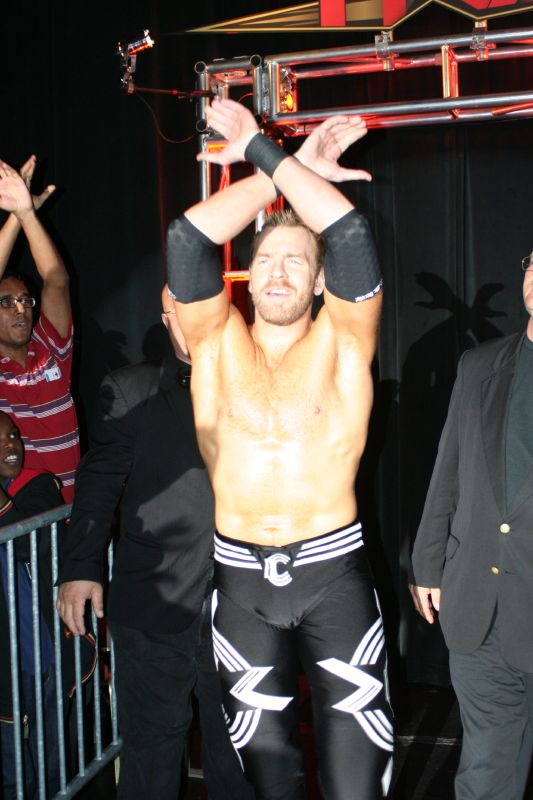
Christian Cage Desafiado Kurt Angle para TNA World Heavyweight Championship en Final Resolution y Against All Odds Macho blanco adulto que lleva el engranaje de lucha blanco y negro que hace símbolos de la mano.

Después de conservar los títulos de las etiquetas contra The Steiner Brothers en  Genesis, Styles y Tomko salieron durante el enfrentamiento número uno de la escalera de contendientes con Christian  Kaz justo cuando Cage estaba a punto de ganar, a pesar de sus instrucciones específicas de no hacerlo. Esto distrajo a Cage, lo que le costó la partida. Inmediatamente después, ayudarían a Kurt Angle a retener su TNA World Heavyweight Championship, uniéndose oficialmente a Kurt y su esposa Karen en The Angle Alliance. A partir de ahí, Styles y un Tomko muy escéptico intentarían, a pesar de los egos enfrentados y la animosidad entre Christian y los Angles, ser parte de Angle Alliance y Christian Coalition. Mientras tanto, Cage encontró momentáneamente un aliado en Robert Roode, incitando a Roode a una pelea con  Booker T, antes de que se descompusiera rápidamente en el  Turning Point
El siguiente  Impact!   Roode y Cage se unieron al grupo de Angle, aunque la membresía de Christian llegó con la condición de que se convirtiera en el líder de los cinco. Sorprendentemente, Angle aceptó con solo una vacilación momentánea. El stable nuevamente unido primero trabajó juntos para el evento principal más tarde esa noche, pero después de la falta de comunicación les costó el partido, Christian discutió con y fue atacado por Roode y Angle cuando Styles intentó contenerlos y Tomko simplemente se alejó. Christian estaba claramente fuera de la Alianza Ángulo, pero el estatus era desconocido para Styles y Tomko en cuanto a la Alianza o la Coalición. En Impact, la semana después de que Cage fue nuevamente atacado por Angle y Roode, esta vez un estilo con aspecto de malestar solo lo miró desde la plataforma del anillo.
En las semanas transcurridas desde entonces, Tomko dejó en claro a Styles que necesitaban elegir bandos, y mientras que Styles había estado indeciso hasta el final, Tomko firmemente estableció su propio punto de apoyo en la situación al dejar tanto la Coalición como la Alianza el 3 de enero. Edición 2008 de Impact. En  Final Resolution, después de ser seducido en un baño por la esposa de Karen Angle, Styles ayudó a Kurt Angle a derrotar a Cage, tomando su decisión de abandonar la Coalición . Tomko puso el último clavo en el ataúd de la Coalición cuando ayudó a Angle a vencer a Cage en  Against All Odds y anunció en la siguiente edición de  Impact!  Que se estaba uniendo oficialmente al Alianza de ángulos. Christian intentaría vengarse al unirse al nuevo contendiente número uno, Samoa Joe, y al nuevo consejero de Joe, Kevin Nash, en un grupo al que llamó la "Alianza improbable".

### Team Cage (2008)
Tras la victoria de la Alianza Improbable sobre la Alianza Ángula en un combate por equipos de seis hombres en  Destination X 2008, Christian Cage y Tomko serían asignados a capitanear equipos contrarios para el próximo encuentro de Bloqueo letal en el próximo pago por evento,   Lockdown . En respuesta a que Tomko adquiriera Team 3D para unirse a él y a AJ, Christian y Kevin Kung se armaron al reconciliar los problemas de Cage con  Rhino (derivado de la villanía de Christian antes de la Coalición) en 2006), trayendo de vuelta el ícono  Sting de su último paréntesis, y alistando Matt Morgan para engañar al Team Tomko al permitir que James Storm se una a su clasifica una semana después de atacar a Sting, solo para que Morgan pueda darse la vuelta y unirse al Team Cage al final del mismo  Impact. En  Lockdown , Team Cage ganó después de que Rhino golpeara a Storm con Gore. El grupo se disolvió instantáneamente en unidades separadas poco después, aparentemente terminando la historia de Christian Coalition / Team Cage de una vez por todas con los viejos amigos Christian Cage y Rhino, cuya caída inicial en 2006 llevó a Christian a volverse contra los fanáticos y formar la Coalición , ahora formando un tag team regular.
Más tarde, debido a tener enemigos comunes en Kurt Angle, Team 3D, Booker T y Tomko, Christian y Rhino también se reconciliarían con A.J. Styles, ya que los tres se convirtieron en aliados sueltos. Mientras tanto, Tomko dejó TNA por Japón más tarde, pero terminó volviendo por última vez contra Samoa Joe cuando muchas de sus reservas de Inoki Genome Federation (IGF) fueron canceladas. Christian se fue después para volver a firmar con WWE.

## Miembros
- Christian Cage (líder)

### Christian's Coalition
- A.J. Styles
- Tomko
- Robert Roode (con Ms. Brooks)
- Kurrgan (como reemplazo de Tomko en situaciones donde no se presentó, apareciendo luego en segmentos de backstage animando a Cage, declarándose como su «fan»)
- Jimmy Hart (ejerciendo como manager y vocero de Cage, expusaldo del Stable 2 semanas después de su integración debido a ser según Cage un «estorbo»)

### Team Cage
- Abyss (con  Father James Mitchell)
- Kevin Nash
- Rhino
- Scott Steiner
- Sting
- Matt Morgan

## Campeonatos y logros
- New Japan Pro Wrestling

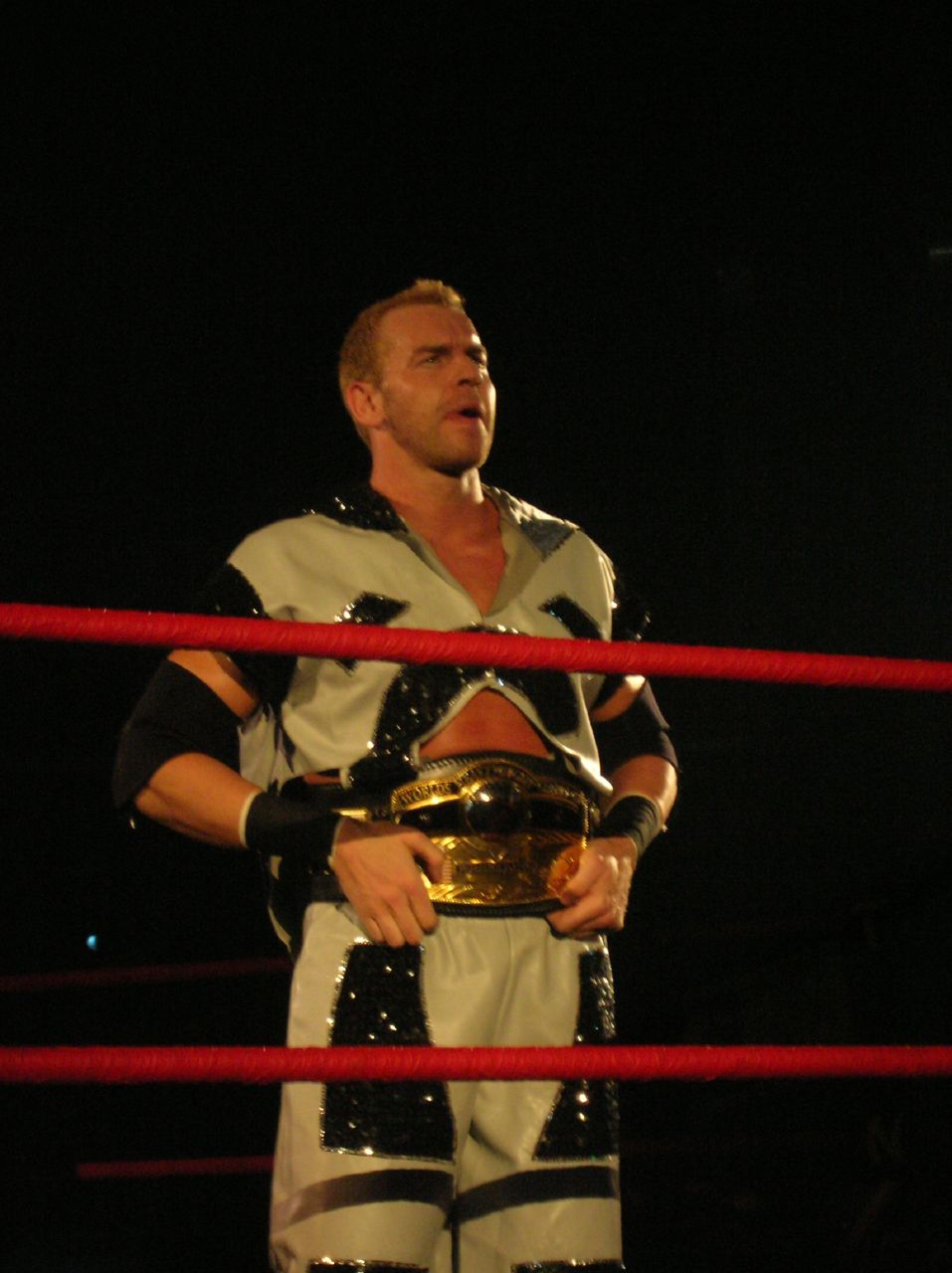
Cage como de Campeón Mundial Peso Pesado de NWA.

  - IWGP Tag Team Championship (1 vez) – Tomko
- Total Nonstop Action Wrestling
  - NWA World Heavyweight Championship (1 vez) – Christian Cage
  - TNA World Tag Team Championship (1 vez) – A.J. Styles & Tomko
  - Gauntlet for the Gold (2007 - Tag Team) – A.J. Styles & Tomko[1]
  - Gauntlet for the Gold (2007 - Heavyweight) – Christian Cage